# Vesterhede Sogn
Vesterhede Sogn (bis 1. Oktober 2010: Vesterhede kirkedistrikt  (dt.: Kirchenbezirk) im Hejnsvig Sogn) ist eine Kirchspielsgemeinde (dän.: Sogn)  im südlichen Dänemark. Bis zum 1. Oktober 2010 war sie lediglich ein Kirchenbezirk im Hejnsvig Sogn. Als zu diesem Termin sämtliche Kirchenbezirke Dänemarks aufgelöst wurden, wurde sie ein selbständiges Sogn.
Im Kirchspiel leben 358 Einwohner (Stand: 1. Januar 2023). Im Kirchspiel liegt die Kirche „Vesterhede Kirke“.

## Geschichte
Bis 1970 gehörte Hejnsvig Sogn zur Harde Slavs Herred im damaligen Ribe Amt, danach zur Grindsted Kommune im
erweiterten
Ribe Amt, die im Zuge der  Kommunalreform zum 1. Januar 2007 in der
Billund Kommune in der Region Syddanmark aufgegangen ist.